# Mia Khalifa
Mia Khalifa (em árabe: ميا خليفة, translit. Mīā H̱alīfah; Beirute, 10 de fevereiro de 1993) é uma influenciadora digital e modelo de webcam americana de ascendência libanesa. Mais conhecida pela sua curta e bem-sucedida carreira como atriz pornográfica entre os anos de 2014 e 2015.
Nascida no Líbano, Khalifa começou a residir nos Estados Unidos em 2000. Em outubro de 2014, começou a sua carreira na indústria pornográfica, e em dezembro do respectivo ano tornou-se a atriz mais vista do mês no site Pornhub. A escolha desta profissão por parte de Khalifa tornou-se alvo de controvérsias no Oriente Médio, principalmente por um vídeo em que a atriz aparece realizando atos sexuais vestindo um hijab islâmico. Após as polêmicas, a atriz afirmou estar desiludida com a carreira de atriz pornográfica e abandonou-a três meses depois.
Posteriormente, Khalifa afirmou ter se arrependido de sua carreira na indústria pornográfica e se tornou uma influenciadora digital, possuindo milhões de seguidores em suas redes sociais.

## Juventude
Mia Khalifa nasceu em 10 de fevereiro de 1993, na cidade de Beirute, no Líbano, e se mudou com sua família para os Estados Unidos em 2000. Sua família era católica, ela foi criada dentro dos princípios da religião, apesar de nunca tê-la praticado. Khalifa se mudou novamente para Montgomery County, Estado de Maryland, durante a adolescência, na qual tornou-se uma atleta de lacrosse na faculdade. Alguns anos depois se graduou pela Universidade do Texas em El Paso, com um Bacharelado em artes em História. Em fevereiro de 2011, poucos dias após completar a idade de dezoito anos, se casou com um homem estadunidense.

## Carreira pornográfica
Khalifa entrou na indústria de filmes pornográficos em outubro de 2014. Ela estava trabalhando em um restaurante fast-food local quando um cliente se aproximou e perguntou se gostaria de entrar no mundo pornográfico. Com mais de 1,5 milhões de buscas, Khalifa, aos 22 anos de idade, tornou-se a artista mais pesquisada no site de compartilhamento de vídeos adultos Pornhub. Em 28 de dezembro daquele ano, o Pornhub revelou que, de acordo com o ranking de seu website, ela era a "estrela pornô" número um, ultrapassando a veterana Lisa Ann.

Talvez mais conhecido como 'A estrela pornográfica de hijab', Khalifa foi citada nas manchetes em 2014 quando ela apareceu desrespeitosamente nas câmeras vestindo o traje muçulmano tradicional. O filme BangBros inicialmente provocou indignação no seu país de origem, o Líbano, com críticos a alegar que trouxera a desgraça para a nação e insultara a religião islâmica. Khalifa afirmou numa entrevista para a revista Loaded que sentiu que estava a ser feita de bode expiatório através da censura na internet da sua terra natal, e que desde então, muitos se posicionaram contra o governo, demonstrando apoio para a estrela pornográfica norte-americana, afirmando que, embora tenha realizado sexo, "ainda é mais decente que eles", descrevendo então uma crítica social à sociedade libanesa.

Loaded, julho de 2016.
Em um de seus vídeos, a atriz é vista usando um hijab, um item tradicional da vestimenta muçulmana, descrevendo-a como "problemática" e "repugnante". Muitos se ofenderam com a afirmação, insistindo em que ela estava, propositalmente, trazendo uma imagem ruim ao Islã. Desde então, Khalifa começou a receber ameaças de morte pela internet, após o momento em que foi colocada como a principal atriz do site Pornhub, incluindo imagens manipuladas de um executador do Estado Islâmico do Iraque e do Levante, preparando-se para decapitá-la, juntamente com uma mensagem avisando-a de que iria para o inferno, a qual ela respondeu: "estou mesmo precisando me bronzear um pouco". Os jornais libaneses escreviam diversos artigos com críticas extremamente negativas para a atriz, os quais ela considerou insignificantes devido aos demais acontecimentos que ocorriam na região naquele momento.
Em uma entrevista para o jornal The Washington Post, Khalifa afirmou que a cena contraditória era satírica e devia ser interpretada desta forma, além de dizer que os filmes de Hollywood representavam os muçulmanos de forma muito mais negativa do que a pornografia. Entre os colunistas que escreveram publicamente para defender sua decisão de se tornar uma artista de filmes adultos, o autor britânico-libanês Nasri Atallah afirmou: "A indignação moral... é errada por dois motivos. Em primeiro lugar, como mulher ela é livre para fazer o que quiser com seu corpo. Como um ser humano sensível em ação, que vive no meio do mundo, ela é responsável por sua própria vida e não deve absolutamente nada ao país onde ela nasceu." Khalifa falou de si mesmo a respeito "Os direitos das mulheres no Líbano estão longe de ser levados a sério, visto que uma estrela pornô líbano-estadunidense que não reside no seu país pode causar tamanho alvoroço. O que uma vez me vangloriou para as pessoas serem consideradas a nação mais ocidentalizada no Oriente Médio, agora vejo como devastadoramente arcaico e opressor".
De acordo com os registros do site PornHub, entre 3 e 6 de janeiro de 2015, as pesquisas por Mia Khalifa quintuplicaram. Cerca de um quarto dessas pesquisas eram originárias do Líbano, com um alto número vindo das regiões dos estados árabes da Síria e da Jordânia. Por causa das controvérsias a respeito do hijab, Khalifa foi considerada pela revista masculina adulta Loaded, do Reino Unido, como a quinta colocada na lista das "Dez mais notáveis atrizes pornográficas do mundo." Almaza, uma cervejaria libanesa, divulgou um anúncio que mostrava uma garrafa de cerveja Almaza próxima aos óculos assinados por Khalifa, com o slogan: "Nós dois somos somente para adultos". Em 6 de janeiro de 2015, a dupla estadunidense Timeflies lançou uma música intitulada "Mia Khalifa", em homenagem a ela.
Em uma entrevista concedida em julho de 2016 para o The Washington Post, Khalifa revelou que apenas havia atuado na indústria pornográfica por três meses e havia deixado a indústria há mais de um ano, mudando para um "trabalho mais normal." Ela disse: "Eu acho que foi a minha fase rebelde. Na verdade, não era para mim. Eu meio que me esforcei e tentei me afastar disso." No entanto, ainda continua trabalhando como uma modelo de webcam. Já em janeiro de 2017, o xHamster confimou que Mia Khalifa foi a atriz adulta mais pesquisada no ano de 2016.

## Carreira profissional posterior
Em 2019, Khalifa declarou em entrevista à BBC que se arrependia de ter trabalhado como atriz pornô, pois acreditara que "pudesse fazer do pornô o meu segredinho, mas o tiro saiu pela culatra." Também detalhou as ameaças recebidas pelo Estado islâmico. Após deixar a indústria pornográfica, buscou usar sua fama de outras formas, como se tornando uma influenciadora digital. Em maio de 2020, possuía 20 milhões de seguidores no Instagram e outros 3,2 milhões no Twitter.

## Vida pessoal
Khalifa morou em Miami, na Flórida, durante a sua carreira como atriz pornográfica, e posteriormente mudou-se para El Paso, no Texas. Khalifa afirmou que seus pais pararam de se comunicar com ela, em função de sua carreira como atriz pornográfica. Em uma declaração, seus pais repreenderam qualquer associação com suas ações, dizendo que sua decisão de entrar na indústria pornográfica nasceu de sua residência em um país estrangeiro que tinha uma cultura diferente da deles e que suas ações não refletiam a sua educação. Eles também disseram que esperavam que a filha deixasse a pornografia, afirmando que sua imagem não honrou a família ou o seu país de origem.
Depois de encerrar a sua carreira nos filmes adultos, Khalifa tornou-se uma personalidade de mídia social, acumulando mais de dois milhões de seguidores no Twitter e mais de 9 milhões no Instagram, nos quais demonstra o apoio para as equipes profissionais esportivas da área de Washington, D. C., incluindo o Washington Redskins, Washington Wizards e o Washington Capitals, onde o seu jogador preferido é André Burakovsky. Dan Steinberg, do The Washington Post, observou que, apesar de sua mudança de carreira, a personalidade de Khalifa na mídia social era "ainda um pouco mais arriscada do que a de Ben Bernanke."
Em agosto de 2019, Khalifa e o chefe de cozinha Robert Sandberg ficaram noivos.

## Curiosidades
Khalifa tem uma tatuagem do primeiro verso do Hino Nacional Libanês e outra da cruz das forças armadas libanesas, sendo que a última ela fez em 2012, após um bombardeio no Líbano, afirmando que seu objetivo era mostrar solidariedade com as visões políticas de seu país.
Na CPI da Pandemia brasileira, o senador Randolfe Rodrigues advogou pela "convocação de Mia Khalifa” depois que o senador Luis Carlos Heinze acusou a biografada de financiar pesquisas sobre cloroquina publicadas pela revista Lancet. Mia respondeu ao senador afirmando: "Eu não sou médica. Não escute conselho médico de memes falsos que você encontra no Whatsapp."